# Kaldenavn
Et kaldenavn er det navn som en person eller en ting normalt kaldes, i modsætning til det fulde officielle navn. For eksempel er Bill Clintons rigtige fornavn William, som altså er forkortet ned til Bill i kaldenavnet.
Et positivt ladet kaldenavn kaldes et kælenavn, mens et negativt ladet kaldenavn kaldes et øgenavn.
Især på engelsk er der mange standardiserede forkortede kaldenavne for almindelige navne. For eksempel Bill i stedet for William, Dick i stedet for Richard, og Chuck i stedet for Charles.